# (46441) Mikepenston
(46441) Mikepenston (2002 LE30) – planetoida z pasa głównego asteroid okrążająca Słońce w ciągu 4,26 lat w średniej odległości 2,62 au. Odkryta 10 czerwca 2002 roku.